# Simon Newcomb
Simon Newcomb [sájmon njúkomb], kanadsko-ameriški, astronom,  ekonomist in rezervni admiral, * 12. marec 1835, Wallace, Nova Škotska, Kanada, † 11. julij 1909, Washington, ZDA.

## Življenje in delo
Newcomb je bil čudežni otrok. Imel je le malo redne izobrazbe. Pri 16. letih je postal vajenec pri zdravniku dvomljivega slovesa, ki je zdravil z zelišči. Kmalu mu je pobegnil. Leta 1853 se je pridružil očetu v ZDA. Tam se je izobrazil, poučeval na šoli in leta 1858 diplomiral na Univerzi Harvard.
Leta 1861 je bil izvoljen za profesorja matematike na Pomorskem observatoriju ZDA (US Naval Observatory), nato pa je dosegel čin rezervnega admirala.
V letu 1884 so ga imenovali za profesorja matematike in astronomije na Univerzi Johnsa Hopkinsa.
Leta 1885 je napisal klasično politično ekonomsko delo Načela politične ekonomije (Principles od Political Economy). Bolj znan pa je po svojih priljubljenih astronomskih delih, raziskovanjih o gibanju Lune in tabelah o planetih. Večino svojega časa je posvetil ogromnemu delu računanja novih tabel za gibanje Lune in planetov, kjer je izboljšal Le Verrierove in vse prejšnje račune. Za čas 1850,0 je natančno določil vse količine, ki predstavljajo lunisolarno in planetarno precesijo. Po njem so vse količine, ki predstavljajo lunisolarno, planetarno in splošno precesijo sekularne funkcije časa. Njegova meritev splošne precesije {\displaystyle \Psi } je najbolj natančna v 19. stoletju in znaša 50,3708". Leta 1898 jo je še enkrat preveril in so jo uporabljali od leta 1896 do 1964.
Pri meritvah hitrosti svetlobe c je sodeloval tudi z Michelsonom.
Na osnovi točnih podatkov Merkurjevega gibanja je Newcomb leta 1895 našel vrednost dodatnega premika merkurjevega prisončja 42"/stoletje, kar je pojasnila Einsteinova splošna teorija relativnosti. Newcomb je pomemben tudi s svojimi deli iz nebesne mehanike. Leta 1860 se je prvič pojavil v astronomiji s člankom, v katerem je močno napadel domnevo, ki jo je zagovarjal predvsem Olbers, da je asteroidni pas nastal iz planeta, ki je nekoč krožil na tiru med Marsom in Jupitrom. Danes se bolj strinjajo z Olbersom.
Med letoma 1897 in 1898 je bil četrti predsednik Ameriškega matematičnega društva. Leta 1899 je končal ogromno delo računanja astronomskih konstant. Postal je tudi prvi predsednik Ameriškega astronomskega društva (AAS), katerega so na Haleovo pobudo ustanovili istega leta.
Bil je znan kot poljuden pisec na astronomskem in drugih področjih. Napisal je tudi več člankov, v katerih je obsodil zamisel o letečih strojih, težjih od zraka, kot popolnoma noro. Tedanji Langleyjevi neuspehi so podpirali njegovo stališče. Uspeh bratov Wright je njegove argumente oslabil, ne pa ustavil. Newcomb ni dočakal razmaha, ki ga je letalstvo doživelo v 1. svetovni vojni, vendar je bilo njegovo številsko delo neizpodbitno. Šele z računalniki so lahko 50 let pozneje popravili njegove izsledke.
Newcomb je bil znan tudi kot zelo negativna oseba. Pokopan je na Nacionalnem pokopališču Arlington.

## Priznanja
Leta 1935 so ga izvolili v Dom slave velikih Američanov.

### Nagrade
Kraljeva astronomska družba (RAS) mu je leta 1874 podelila zlato medaljo.
Za svoje znanstvene dosežke je Newcomb leta 1890 prejel Copleyjevo medaljo Kraljeve družbe (Royal Society) iz Londona.
Leta 1898 je prvi prejel medaljo Bruceove.

### Poimenovanja
Po njem se imenuje asteroid 855 Newcombia, ki ga je 3. aprila 1916 odkril Beljavski, in udarni krater Newcomb na Luni.